# Cub Swanson
Kevin Luke Swanson, detto Cub (Palm Springs, 2 novembre 1983), è un lottatore di arti marziali miste statunitense di origini svedesi e messicane.
Combatte nella categoria dei pesi piuma per l'organizzazione UFC.

## Carriera nelle arti marziali miste

### Inizi
La carriera da professionista nelle arti marziali miste di Cub Swanson inizia nel 2004 con la partecipazione a varie promozioni californiane e messicane nelle quali in due anni tra pesi leggeri e pesi piuma mette a segno un record personale di 9-1 dove l'unica sconfitta patita è ad opera del futuro lottatore UFC Shannon Gugerty, sconfitta poi vendicata nel 2006; in quei due anni Swanson sconfigge alcuni validi lottatori come il futuro semifinalista Bellator Mike Corey ed il futuro fighter WEC ed UFC Charlie Valencia.

### World Extreme Cagefighting
Nel 2007 Swanson debutta nella prestigiosa promozione WEC, la più importante degli Stati Uniti per le categorie di peso più leggere; nel primo incontro sconfigge Tommy Lee per sottomissione.
Successivamente ha la meglio ai punti sull'imbattuto Micah Miller, ma nel dicembre dello stesso anno perde per la seconda volta in carriera, venendo sottomesso in appena 35 secondi dall'ex campione dei pesi leggeri UFC Jens Pulver.
Undici giorni dopo tale sconfitta combatte e vince contro Donny Walker un incontro per la promozione locale IFBL.
Nel 2008 combatte un solo incontro nel quale viene opposto al futuro campione Dream Hiroyuki Takaya, contro il quale si impone ai punti ottenendo anche il premio Fight of the Night e avvicinandosi all'élite dei pesi piuma più forti della WEC.
Swanson avrebbe dovuto affrontare l'imbattuto Diego Nunes, ma quest'ultimo diede forfait per infortunio, e così venne scelto per affrontare il fuoriclasse José Aldo in un incontro che avrebbe determinato lo sfidante al campione in carica Mike Brown: Swanson subì la peggior sconfitta della sua intera carriera, venendo steso con una doppia ginocchiata al volto in soli otto secondi dall'inizio del match.
Successivamente Swanson avrebbe dovuto vedersela con l'esordiente Jung Chan-Sung, ma questa volta toccò a Cub ritirarsi per infortunio.
Il rimanente anno in WEC prosegue tra alti e bassi con le vittorie sui modesti John Franchi e Mackens Semerzier e con la sconfitta ai punti per mano del forte wrestler Chad Mendes.

### Ultimate Fighting Championship
Nel 2011 l'UFC, lega che al tempo raccoglieva i migliori lottatori di ogni categoria di peso, rilevò la WEC e fuse i roster delle due organizzazioni, mettendo quindi sotto contratto anche Cub Swanson.
Bel primo incontro venne opposto ad un altro ex WEC quale è il forte Ricardo Lamas, contro il quale Swanson subisce la sua quinta sconfitta in carriera, questa volta per sottomissione.
Dopo quella sconfitta Swanson trova nuova linfa ed infila una spettacolare serie di vittorie caratterizzata da brutali KO a spese di George Roop, del vincitore del torneo dei pesi leggeri The Ultimate Fighter 9 Ross Pearson e a spese anche dell'esperto di jiu jitsu brasiliano Charles Oliveira.
Nel 2013 vennero istituiti i ranking ufficiali dell'UFC per ogni categoria di peso, con Swanson classificato come il contendente numero 6 nella divisione dei pesi piuma.
Nel febbraio affrontò il numero 7 Dustin Poirier, vincendo l'incontro ai punti e dimostrando di essere un lottatore completo anche nella lotta e nel grappling.
Lo stesso anno in luglio mette KO anche il kickboxer tedesco Dennis Siver, al tempo numero 6 dei ranking UFC.
Un anno dopo sconfigge il numero 11 dei ranking Jeremy Stephens dopo cinque round molto combattuti, ottenendo il riconoscimento Fight of the Night.
La striscia di vittorie di Swanson s'interruppe nel novembre del 2014 quando venne sconfitto dall'ex campione dei pesi leggeri Frankie Edgar per sottomissione.
Ad aprile del 2015 affronta il giovane Max Holloway, venendo sconfitto per sottomissione in un incontro dominato totalmente dall'avversario. Dopo l'incontro Swanson annunciò via twitter di essersi rotto la mandibola e la mano destra.
Il 16 aprile del 2016 affrontò il brasiliano Hacran Dias. Dopo aver dominato per la durata di tutto l'incontro, Swanson ottenne la vittoria per decisione unanime. Mentre ad agosto dovette vedersela con il giapponese Tatsuya Kawajiri, riuscendo a vincere l'incontro per decisione unanime.
Il 10 dicembre si trovò ad affrontare Doo Ho Choi all'evento UFC 206. Fin dai primi secondi, i due atleti cominciarono a scambiarsi pesanti colpi, rischiando il tutto per tutto. Swanson ebbe la meglio in molte occasioni, dove stordì vistosamente il suo avversario con alcune combinazione di colpi. Al terzo round entrambi i lottatori erano esausti ma continuarono imperterriti a colpirsi a vicende senza accennare un minimo di difesa. Alla fine fu Swanson a spuntarla per decisione unanime ed assieme a Choi venne premiato con il riconoscimento Fight of the Night.

## Risultati nelle arti marziali miste
| Risultato | Record | Avversario        | Metodo                                           | Evento                                 | Data              | Round | Tempo | Città                       | Note                                          |
| --------- | ------ | ----------------- | ------------------------------------------------ | -------------------------------------- | ----------------- | ----- | ----- | --------------------------- | --------------------------------------------- |
| Sconfitta | 27-12  | Giga Chikadze     | KO tecnico (calcio al corpo e pugni)             | UFC on ESPN: Reyes vs. Procházka       | 1 maggio 2021     | 1     | 1:03  | Las Vegas, Stati Uniti      |                                               |
| Vittoria  | 27-11  | Daniel Pineda     | KO (pugni)                                       | UFC 256: Figueiredo vs. Moreno         | 12 dicembre 2020  | 2     | 1:52  | Las Vegas, Stati Uniti      |                                               |
| Vittoria  | 26-11  | Kron Gracie       | Decisione (unanime)                              | UFC Fight Night: Joanna vs. Waterson   | 12 ottobre 2019   | 3     | 5:00  | Tampa, Stati Uniti          |                                               |
| Sconfitta | 25-11  | Shane Burgos      | Decisione (non unanime)                          | UFC Fight Night: Iaquinta vs. Cowboy   | 4 maggio 2019     | 3     | 5:00  | Ottawa, Canada              |                                               |
| Sconfitta | 25-10  | Renato Moicano    | Sottomissione (rear-naked choke)                 | UFC 227: Dillashaw vs Garbrandt 2      | 4 agosto 2018     | 1     | 4:15  | Los Angeles, Stati Uniti    |                                               |
| Sconfitta | 25-9   | Frankie Edgar     | Decisione (unanime)                              | UFC Fight Night: Barboza vs. Lee       | 21 aprile 2018    | 3     | 5:00  | Atlantic City, Stati Uniti  |                                               |
| Sconfitta | 25-8   | Brian Ortega      | Sottomissione (guillotine choke)                 | UFC Fight Night: Swanson vs. Ortega    | 9 dicembre 2017   | 2     | 3:22  | Fresno, Stati Uniti         | Fight of the Night                            |
| Vittoria  | 25-7   | Artem Lobov       | Decisione (unanime)                              | UFC Fight Night: Swanson vs. Lobov     | 22 aprile 2017    | 3     | 5:00  | Nashville, Stati Uniti      | Fight of the Night                            |
| Vittoria  | 24-7   | Doo-ho Choi       | Decisione (unanime)                              | UFC 206: Holloway vs. Pettis           | 10 dicembre 2016  | 3     | 5:00  | Toronto, Canada             | Fight of the Night                            |
| Vittoria  | 23-7   | Tatsuya Kawajiri  | Decisione (unanime)                              | UFC Fight Night: Rodriguez vs. Caceres | 6 agosto 2016     | 3     | 5:00  | Salt Lake City, Stati Uniti |                                               |
| Vittoria  | 22-7   | Hacran Dias       | Decisione (unanime)                              | UFC on Fox: Teixeira vs. Evans         | 16 aprile 2016    | 3     | 5:00  | Tampa, Stati Uniti          |                                               |
| Sconfitta | 21-7   | Max Holloway      | Sottomissione (ghigliottina)                     | UFC on Fox: Machida vs. Rockhold       | 18 aprile 2015    | 3     | 3:58  | Newark, Stati Uniti         |                                               |
| Sconfitta | 21-6   | Frankie Edgar     | Sottomissione (neck crank)                       | UFC Fight Night: Edgar vs. Swanson     | 22 novembre 2014  | 5     | 4:56  | Austin, Stati Uniti         |                                               |
| Vittoria  | 21-5   | Jeremy Stephens   | Decisione (unanime)                              | UFC Fight Night: Swanson vs. Stephens  | 28 giugno 2014    | 5     | 5:00  | San Antonio, Stati Uniti    |                                               |
| Vittoria  | 20-5   | Dennis Siver      | KO Tecnico (pugni)                               | UFC 162: Silva vs. Weidman             | 6 luglio 2013     | 3     | 2:24  | Las Vegas, Stati Uniti      |                                               |
| Vittoria  | 19-5   | Dustin Poirier    | Decisione (unanime)                              | UFC on Fuel TV: Barão vs. McDonald     | 16 febbraio 2013  | 3     | 5:00  | Londra, Regno Unito         |                                               |
| Vittoria  | 18–5   | Charles Oliveira  | KO Tecnico (pugno)                               | UFC 152: Jones vs. Belfort             | 22 settembre 2012 | 1     | 2:40  | Toronto, Canada             |                                               |
| Vittoria  | 17–5   | Ross Pearson      | KO Tecnico (pugni)                               | UFC on FX: Maynard vs. Guida           | 22 giugno 2012    | 2     | 4:14  | Atlantic City, Stati Uniti  |                                               |
| Vittoria  | 16–5   | George Roop       | KO Tecnico (pugni)                               | UFC on Fox: Evans vs. Davis            | 28 gennaio 2012   | 2     | 2:22  | Chicago, Stati Uniti        |                                               |
| Sconfitta | 15–5   | Ricardo Lamas     | Sottomissione (triangolo di braccio)             | UFC on Fox: Velasquez vs. Dos Santos   | 12 novembre 2011  | 2     | 2:16  | Anaheim, Stati Uniti        | Debutto in UFC                                |
| Vittoria  | 15–4   | Mackens Semerzier | Decisione (non unanime)                          | WEC 52: Faber vs. Mizugaki             | 11 novembre 2010  | 3     | 5:00  | Las Vegas, Stati Uniti      |                                               |
| Sconfitta | 14–4   | Chad Mendes       | Decisione (unanime)                              | WEC 50: Cruz vs. Benavidez 2           | 18 agosto 2010    | 3     | 5:00  | Las Vegas, Stati Uniti      |                                               |
| Vittoria  | 14–3   | John Franchi      | Sottomissione (ghigliottina)                     | WEC 44: Brown vs. Aldo                 | 18 novembre 2009  | 3     | 4:50  | Las Vegas, Stati Uniti      |                                               |
| Sconfitta | 13–3   | José Aldo         | KO Tecnico (doppia ginocchiata in salto e pugni) | WEC 41: Brown vs. Faber 2              | 7 giugno 2009     | 1     | 0:08  | Sacramento, Stati Uniti     | Eliminatoria per il titolo dei Pesi Piuma WEC |
| Vittoria  | 13–2   | Hiroyuki Takaya   | Decisione (unanime)                              | WEC 37: Torres vs. Tapia               | 3 dicembre 2008   | 3     | 5:00  | Las Vegas, Stati Uniti      |                                               |
| Vittoria  | 12–2   | Donny Walker      | Sottomissione (rear naked choke)                 | IFBL: Fight Night 11                   | 23 dicembre 2007  | 3     | 1:24  | Niles, Stati Uniti          |                                               |
| Sconfitta | 11–2   | Jens Pulver       | Sottomissione (ghigliottina)                     | WEC 31: Faber vs. Curran               | 12 dicembre 2007  | 1     | 0:35  | Las Vegas, Stati Uniti      |                                               |
| Vittoria  | 11–1   | Micah Miller      | Decisione (unanime)                              | WEC 28: Faber vs. Farrar               | 3 giugno 2007     | 3     | 5:00  | Las Vegas, Stati Uniti      |                                               |
| Vittoria  | 10–1   | Tommy Lee         | Sottomissione (ghigliottina)                     | WEC 26: Condit vs. Alessio             | 24 marzo 2007     | 1     | 3:17  | Las Vegas, Stati Uniti      | Debutto in WEC                                |
| Vittoria  | 9–1    | Chuck Kim         | KO (pugno)                                       | Beatdown in Bakersfield                | 17 novembre 2006  | 1     | 4:51  | Bakersfield, Stati Uniti    |                                               |
| Vittoria  | 8–1    | Charlie Valencia  | KO Tecnico (pugni)                               | KOTC: BOOYAA                           | 13 ottobre 2006   | 1     | 4:52  | San Jacinto, Stati Uniti    |                                               |
| Vittoria  | 7–1    | Richard Montano   | Decisione (unanime)                              | KOTC: Rapid Fire                       | 4 agosto 2006     | 2     | 5:00  | San Jacinto, Stati Uniti    | Passa ai Pesi Piuma                           |
| Vittoria  | 6–1    | Shannon Gugerty   | KO Tecnico (pugni)                               | Total Combat 13: Anarchy               | 11 marzo 2006     | 2     | 3:40  | Del Mar, Stati Uniti        |                                               |
| Vittoria  | 5–1    | Fernando Arreola  | Sottomissione (pugni)                            | KOTC 63: Final Conflict                | 2 dicembre 2005   | 1     | 3:21  | San Jacinto, Stati Uniti    |                                               |
| Vittoria  | 4–1    | Mike Corey        | KO Tecnico (ferita)                              | KOTC 61: Flash Point                   | 23 settembre 2005 | 2     | 2:42  | San Jacinto, Stati Uniti    |                                               |
| Vittoria  | 3–1    | Armando Sanchez   | Sottomissione (colpi)                            | KOTC 58: Prime Time                    | 5 agosto 2005     | 1     | 1:59  | San Jacinto, Stati Uniti    |                                               |
| Vittoria  | 2–1    | Martin Bautista   | Sottomissione (rear naked choke)                 | Total Combat 7                         | 29 gennaio 2005   | 2     | -     | Tijuana, Messico            |                                               |
| Vittoria  | 1–1    | Joe Morales       | Sottomissione (colpi)                            | Total Combat 6                         | 24 ottobre 2004   | 1     | 2:28  | Tijuana, Messico            |                                               |
| Sconfitta | 0–1    | Shannon Gugerty   | Sottomissione (rear naked choke)                 | Total Combat 4                         | 25 luglio 2004    | 1     | 0:15  | Tijuana, Messico            |                                               |